# NGC 7396
NGC 7396 (другие обозначения — PGC 69889, UGC 12220, MCG 0-58-7, ZWG 379.10, IRAS22498+0049) — спиральная галактика (Sa) в созвездии Рыбы.
Этот объект входит в число перечисленных в оригинальной редакции «Нового общего каталога».